# Irmgardstraße 1 (Solln)

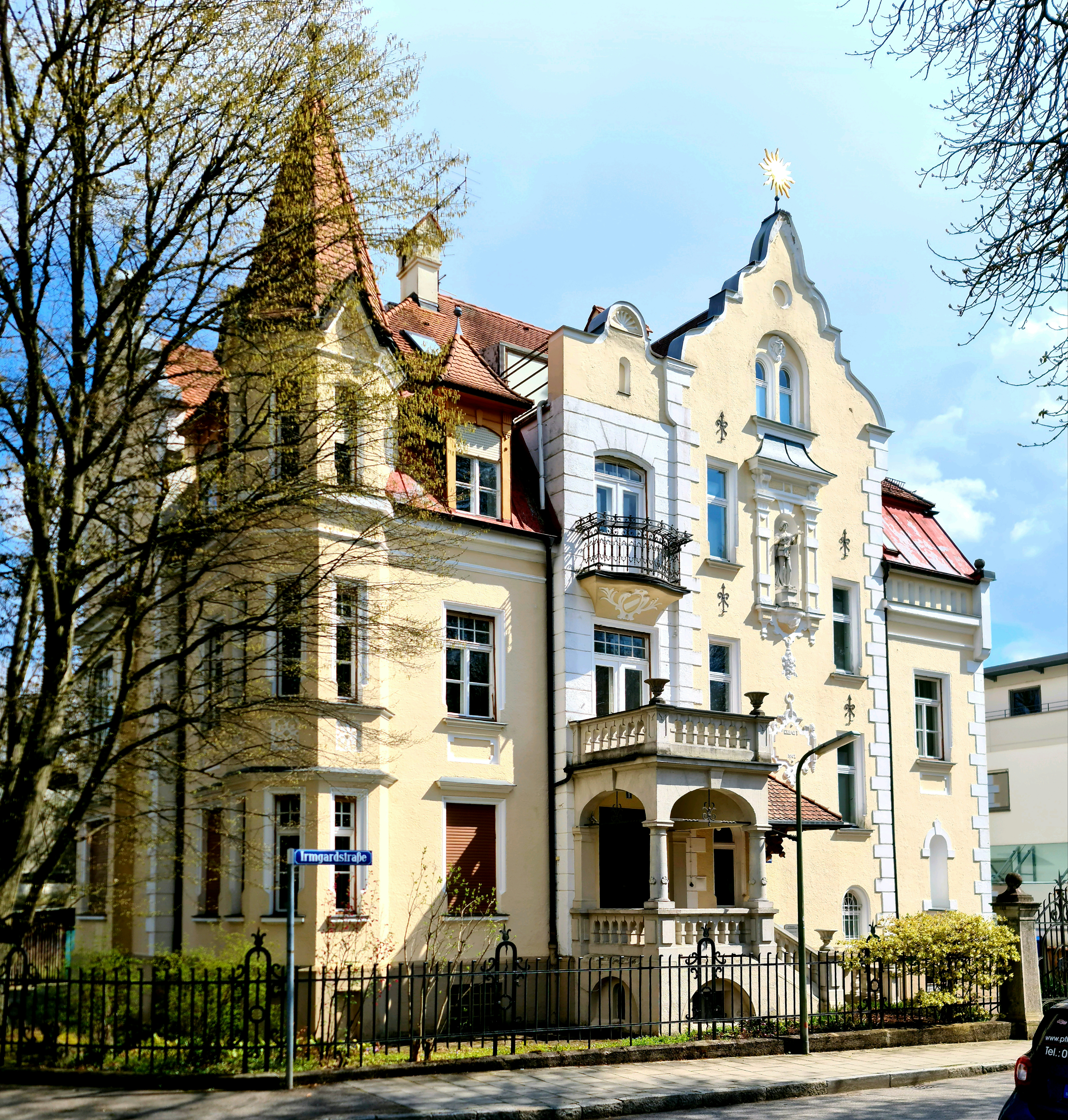
Irmgardstraße 1 (Nordwestansicht) in Solln

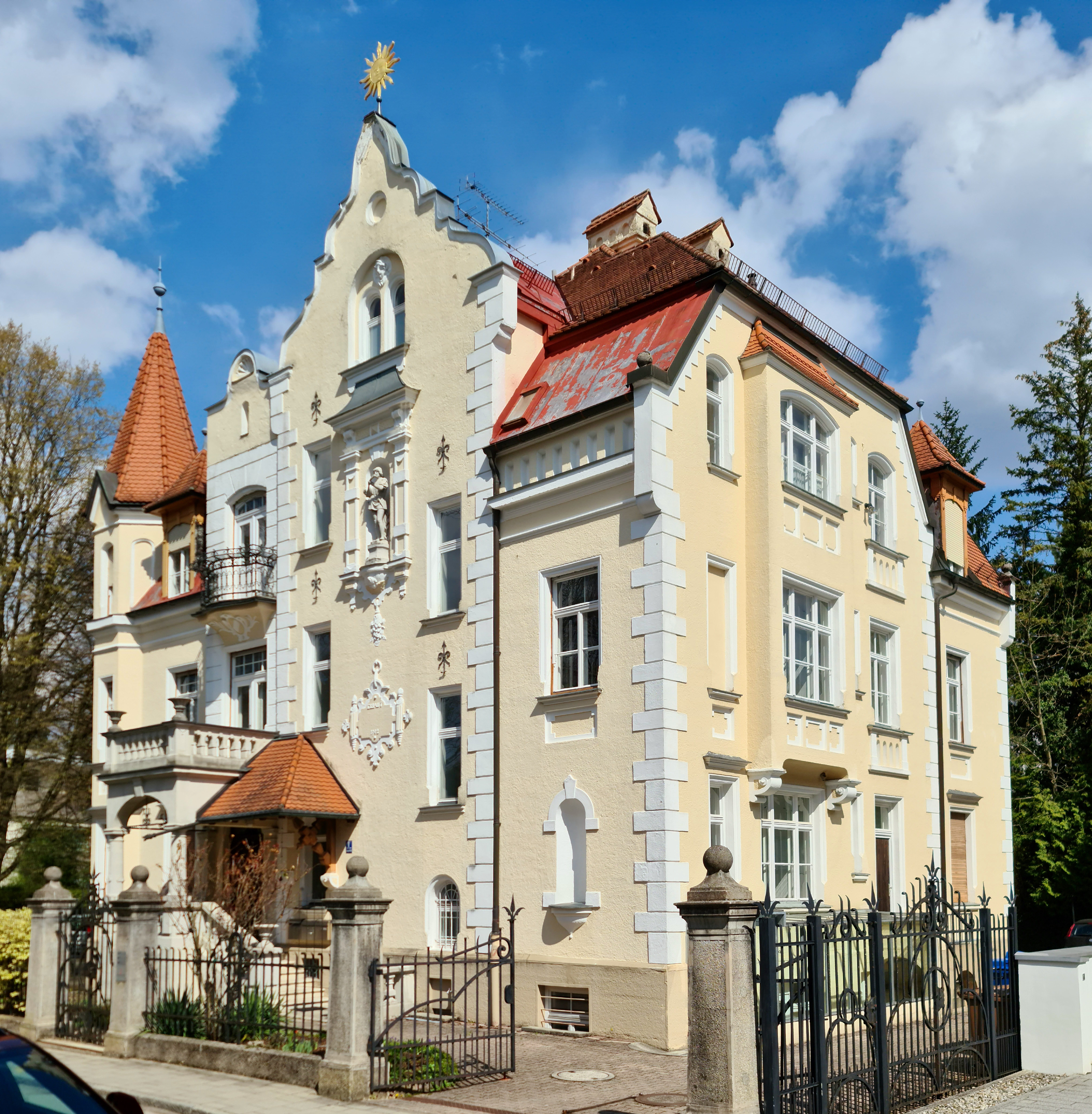
Südwestansicht

Irmgardstraße 1 ist eine Villa im Stil der deutschen Renaissance. Sie liegt in der Villenkolonie Prinz-Ludwigs-Höhe im Münchner Stadtteil Solln und wurde im Jahre 1902 durch Ludwig Seemüller errichtet. Das Gebäude ist als Baudenkmal in die Bayerische Denkmalliste eingetragen.

## Geschichte
Der Kaufmann Carl Huhn beauftragte den Baumeister Ludwig Seemüller bei der Lokalbaukommission München einen Antrag zur Errichtung eines Mehrfamilienhauses einzureichen. Der ursprüngliche Bauplan mit der Bezeichnung Villa Huhn wurde 1900 gefertigt, diese Jahreszahl ist an der Westfassade verewigt. Kurz nach der Fertigstellung zog der Physiker Professor Karl Tobias Fischer in eine der beiden Etagenwohnungen des Hauses Albrecht-Dürer-Straße 1, wie die Adresse damals lautete. Die Mietvilla besaß ursprünglich ein weitläufiges parkartiges Gartengrundstück. Ab 1935 gehörte das Gebäude dem Universitätsprofessor Rudolf Grashey und seiner Frau Mina aus Köln. Das denkmalgeschützte Bauwerk präsentiert sich heute als vorbildlich restauriert.

## Beschreibung
Das späthistoristische Baudenkmal ist ein zwei- und dreigeschossiger Gruppenbau mit Walm-, Krüppelwalm-, Sattel- und Pyramidendach. An den Fassaden ist eine reiche Putz- und Stuckverzierung angebracht. Am Nordwesteck befindet sich ein polygonaler Eckturm mit Spitzhelm. Das Gebäude bereichern zusätzlich  Zwerchhäuser, Erker, Balkonportikus und an der Westseite die Skulptur eines Lautenspielers. Ein bauzeitlicher Gartenzaun grenzt das Grundstück ab.